# Seidenraupenbaum

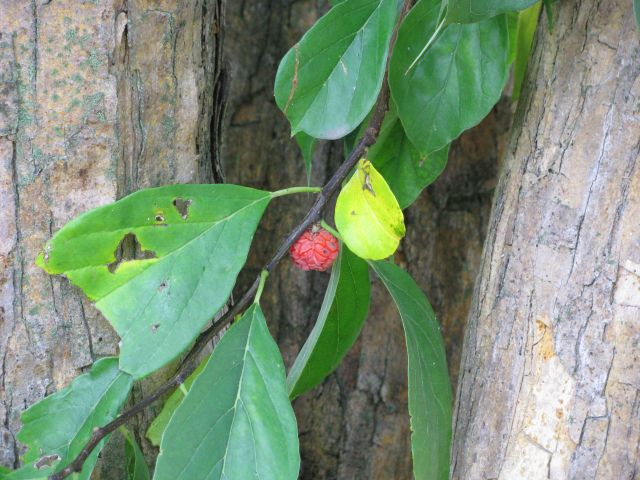
Zweig mit Blättern und Früchten

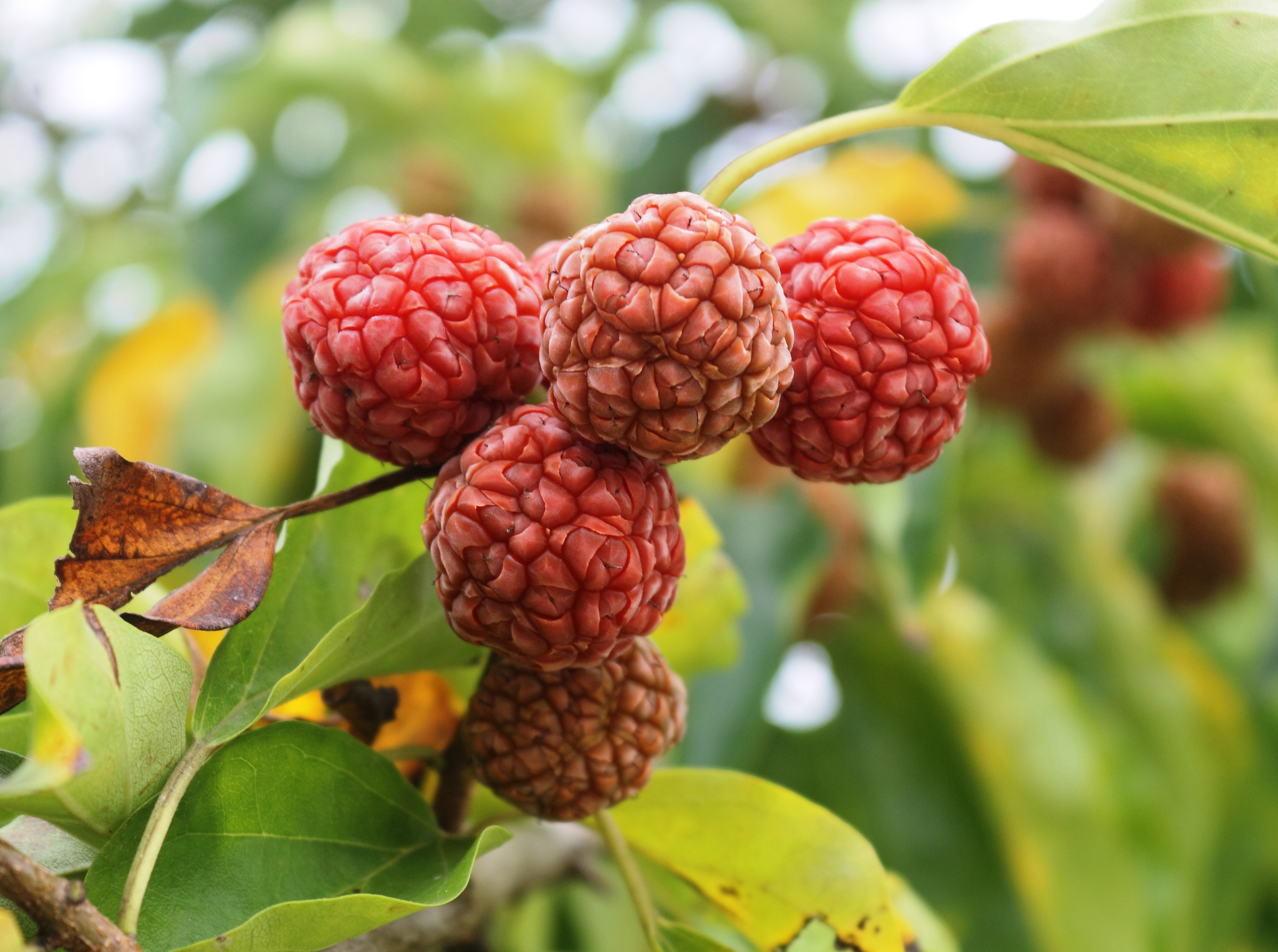
Früchte

Der Seidenraupenbaum (Maclura tricuspidata), auch Che genannt, ist eine Pflanzenart aus der Gattung der Maclura in der Familie der Maulbeergewächse (Moraceae).

## Beschreibung
Der Seidenraupenbaum wächst als laubabwerfender Strauch oder kleiner Baum, der Wuchshöhen von 1 bis zu etwa 7 Metern oder etwas mehr erreicht. Die Borke ist gräulich-braun und abblätternd. Insbesondere junge Pflanzen, sowie Wurzelschosser sind bedornt, während die oberen Zweige von älteren Bäumen auch dornenlos wachsen. Die Dornen besitzen eine Länge von 0,5 bis 2 Zentimeter. Die Knospen sind rötlich-braun.
Die wechselständig und spiralig angeordneten Laubblätter sind 1 bis 2 Zentimeter lang gestielt. Der Blattstiel ist leicht haarig. Die Blattform ist variabel, normal ist sie eiförmig bis verkehrt-eiförmig oder elliptisch, bei jungen Pflanzen dreigelappt, später treten auch ungelappte Blätter auf, ähnlich wie bei den verwandten Maulbeeren. Die Blattspreite besitzt eine Größe von 5 bis 14 × 3 bis 6 Zentimeter, sie ist oberseits kahl und unterseits schwach behaart. Der Blattrand ist ganz, die Spitze ist abgerundet, rundspitzig bis bespitzt oder zugespitzt. Die Nebenblätter sind nicht verwachsen.
Die Blütezeit ist spät, noch nach Maulbeerbäumen, von Mai bis Juni. Der Seidenraupenbaum soll im Wesentlichen zweihäusig getrenntgeschlechtig (diözisch) sein, allerdings treten auch an weiblichen Pflanzen vereinzelt oder an ganzen Zweigen männliche Blüten auf und umgekehrt. Die gestielten und kopfigen Blütenstände stehen einzeln oder paarweise in den Blattachseln. Die gelben männlichen Blütenstände weisen einen Durchmesser von etwa 5 Millimetern auf. Die Blüten sind mit einfacher Blütenhülle, Kronblätter fehlen. Bei den männlichen Blüten sind die Kelchlappen fleischig und zurückgebogen und es ist ein Pistillode vorhanden. Die meist vier Kelchblätter sind kapuzenförmig und es sind vier kurze Staubblätter vorhanden. Die grünen, weiblichen Blütenstände weisen einen Durchmesser von etwa 1 bis 1,5 Zentimetern auf. Die weiblichen Blüten besitzen vier aufrechte, fleischige, etwas keulenförmig und oben stumpfe Kelchblätter und der Fruchtknoten ist halboberständig mit einem vorstehenden Griffel mit fädiger Narbe.
Es werden orange-rote bis rot-braune, mehr oder weniger kugelige, noppelige und maulbeerähnliche Früchte (botanisch Fruchtverbände) gebildet, die einen Durchmesser von etwa 2–4 Zentimetern aufweisen. Sie sind essbar, mit einem saftigen Fruchtfleisch und der Geschmack soll an Feigen, Maulbeeren und Wassermelonen erinnern. Die Früchte reifen zwischen Juni und Juli. Die hellbraunen, glatten und ellipsoiden Samen sind etwa 3–4 Millimeter groß.

## Verbreitung
Maclura tricuspidata stammt aus den chinesischen Provinzen Anhui, Fujian, südöstliches Gansu, Guangdong, Guangxi, Guizhou, Hebei, Henan, Hubei, Hunan, Jiangsu, Jiangxi, Shaanxi, Shandong, südliches Shanxi, Sichuan, Yunnan, Zhejiang, sowie aus Nepal und Korea. In China gedeiht Maclura tricuspidata in Höhenlagen zwischen 500 und 2200 Meter.
Der Seidenraupenbaum kann von den Subtropen bis in Gegenden mit USDA-Winterhärtezone 5 wachsen, es kann jedoch sein, dass in kühleren Gegenden die Früchte nicht ausreifen können.

## Nutzung, Geschichtliches
Die vollreifen Früchte sind z. T. als durchaus wohlschmeckend beschrieben, trotzdem werden sie selbst in der chinesischen Literatur kaum erwähnt. Eine größere Bedeutung für die Chinesen hatten die Blätter als Ersatzfutter für Seidenraupen.
Sie wurde 1862 in Frankreich angepflanzt, 1872 in England und kam 1909 durch Ernest Henry Wilson als Steckling aus China in die USA.
1910 schickte ein Abgesandter des US-Landwirtschaftsministeriums, Frank N. Meyer, 16 bewurzelte Stecklinge aus China in seine Heimat, damit diese als Hecke bzw. Lebender Zaun in trockeneren Gegenden getestet würden.
Aus den Zweigen wurde ein gelber Farbstoff für Textilien gewonnen.
Aus der Borke wird Papier hergestellt. Die Blätter dienen als Nahrung für die Seidenraupen (daher der Name). Die Borke wird medizinisch genutzt.

## Zuchtformen
In China soll es Selektionen geben, aber auch dort spielt diese Art bisher keine große Rolle im Obstsortiment.